# Galium album
Galium álbum, galio blanco o galio vertical es una planta herbácea anual de la familia Rubiaceae. Esta planta es nativa de Europa.

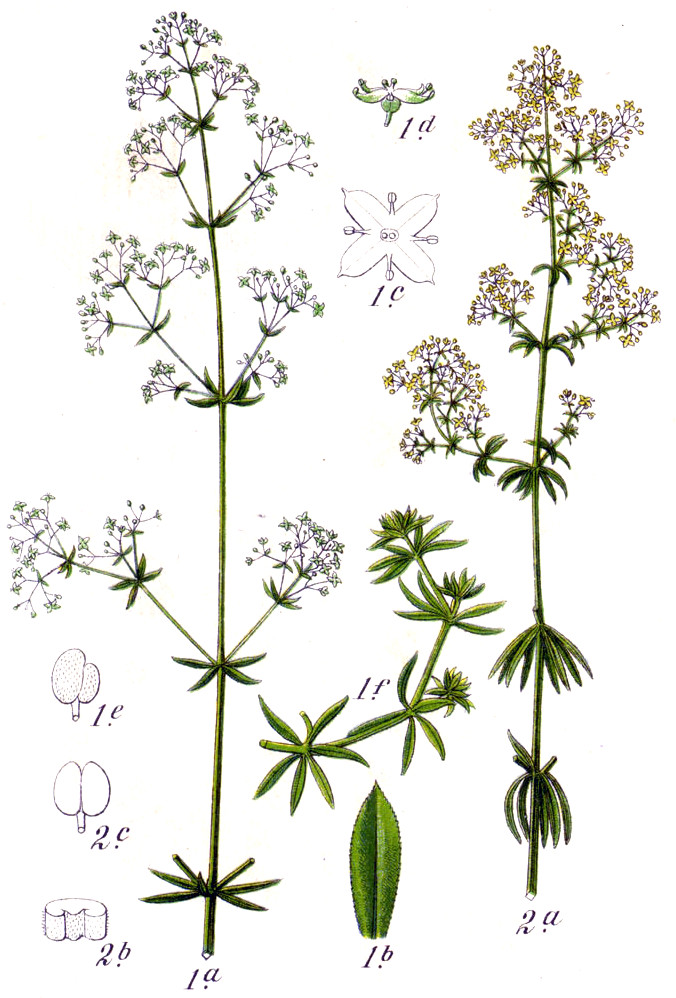
Ilustración

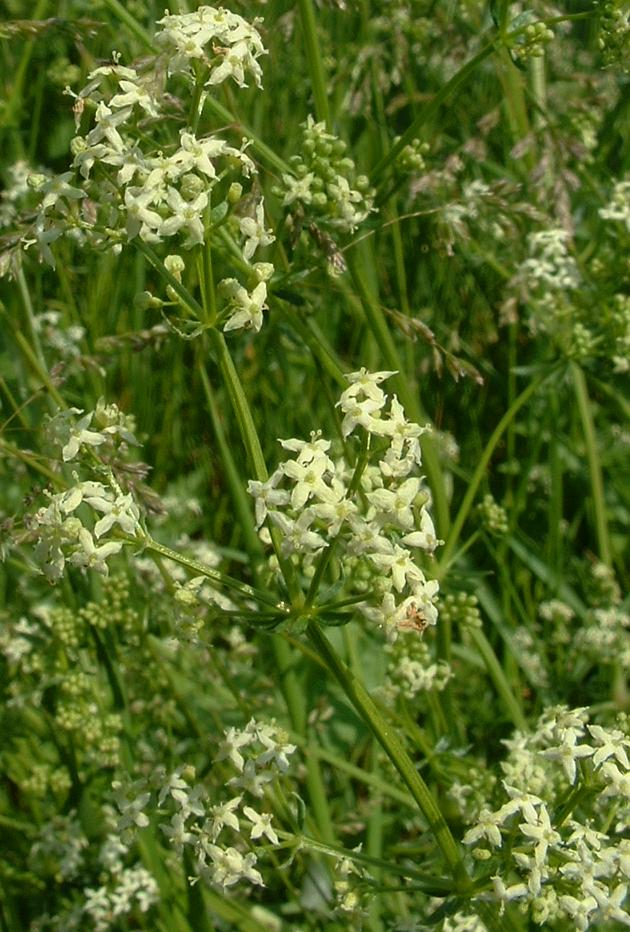
Vista de la planta

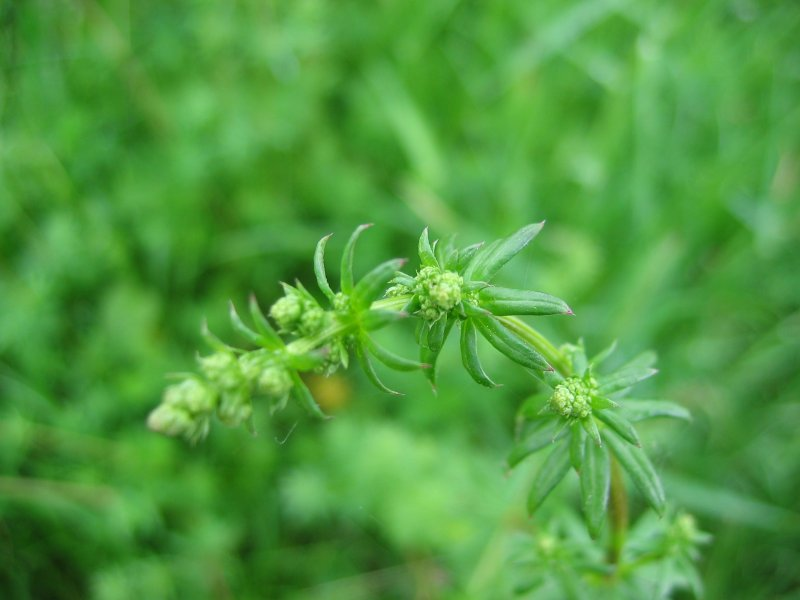
Detalle de la planta

## Descripción
La planta tiene normalmente un mínimo de 30 centímetros de largo, pero a veces puede ser de hasta 1 metro. Florece de junio a agosto.  Las flores son de color blanco y de 3 a 5 milímetros de diámetro y se agrupan formando panículas terminales poco densas.  El tallo es cuadrado, anguloso glabro y erecto. Las hojas están dispuestas en forma de coronas, con 6-10 hojas por corona, generalmente 8. Cada hoja tiene de 1 a 3 centímetros de largo y 1,5 a 5 milímetros de ancho. 

## Taxonomía
Galium album fue descrita por Philip Miller y publicado en Gardeners Dictionary, Edition 8 7, en el año 1768.
Etimología
Galium: nombre genérico que deriva de la palabra griega gala que significa  "leche",  en alusión al hecho de que algunas especies fueron utilizadas para cuajar la leche.
album: epíteto latíno que significa "blanco".
Subespecies aceptadas
- Galium album subsp. album
- Galium album subsp. prusense (K.Koch) Ehrend. & Krendl
- Galium album subsp. pycnotrichum (Heinr.Braun) Krendl
- Galium album subsp. suberectum (Klokov) Michalk.

Sinonimia
- Galium mollugo subsp. album (Mill.) Tzvelev[4]

subsp. album
- Galium album var. praticola (Heinr.Braun) Michalk.
- Galium erectum Huds.
- Galium mixtum Stransky
- Galium mollugo subsp. erectum Syme
- Galium mollugo var. mixtum (Stransky) Stoj. & Stef.
- Galium mollugo var. nevadense Lange
- Galium mollugo var. praticola Heinr.Braun
- Galium sphenophyllum Klokov
- Galium sylvestre Scop.[5]

subsp. prusense (K.Koch) Ehrend. & Krendl
- Galium fagetorum Klokov
- Galium fasciculatum Klokov
- Galium juzepczukii Pobed.
- Galium mollugo var. anatolicum K.Koch
- Galium prusense K.Koch
- Galium zelenetzkii Klokov[6]

subsp. pycnotrichum (Heinr.Braun) Krendl
- Galium album f. pubescens (Schrad.) Ancev
- Galium firmum var. euboeum Halácsy
- Galium mollugo var. petraeum Schur
- Galium mollugo var. pubescens Schrad.
- Galium mollugo f. pycnotrichum Heinr.Braun
- Galium mollugo subsp. pycnotrichum (Heinr.Braun) O.Schwarz
- Galium mollugo var. pycnotrichum H. Br.
- Galium pycnotrichum (Heinr.Braun) Borbás[7]

subsp. suberectum (Klokov) Michalk.
- Galium album subsp. suberectum (Klokov) E. Michalkova
- Galium suberectum Klokov[8]

## Nombre común
- Castellano: amor de hortelano.[9]